# 2018年冬季残疾人奥林匹克运动会乌兹别克斯坦代表团
2018年冬季残疾人奥林匹克运动会乌兹别克斯坦代表团是乌兹别克斯坦派出的2018年冬季残疾人奥林匹克运动会代表团。未获得奖牌。